# Kernschneiderbach
Der Kernschneiderbach ist ein fast 1,2 Kilometer langer Bach im Gebiet der Gemeinde Kainach bei Voitsberg im Bezirk Voitsberg in der Weststeiermark. Er fließt im südlichen Teil der Gleinalpe, am südwestlichen Hang des Mandlkogels und mündet dann von links kommend in den Oswaldgrabenbach.

## Verlauf
Der Kernschneiderbach entsteht an einem Waldrand am Südwesthang des Mandlkogels auf etwa 748 m ü. A. im südöstlichen Teil der Katastralgemeinde Oswaldgraben, einige Meter nordwestlich eines Hauses und eines Feldweges.
Der Bach fließt anfangs auf einer Wiesenfläche für etwa 90 Meter ziemlich gerade nach Südsüdosten, ehe er rund 30 Meter vor dem Eintritt in ein Waldgebiet auf einen Südsüdwestkurs schwenkt. Auf diesen Kurs bleibt er für etwa 260 Meter. Etwa 60 Meter nach der Querung eines Waldweges bildet der Kernschneiderbach einen etwa 480 Meter langen Rechtsbogen um einen Ausläufer des Mandlkogels zu umrunden. Dabei verlässt der Bach nach etwa 100 Metern den Wald wieder, folgt grob dem Verlauf einer direkt befindlichen Straße und fließt an mehreren zur Ortschaft Oswaldgraben gehörenden Häusern vorbei. Nach dem Rechtsbogen fließt der Kernschneiderbach für etwa 170 Meter in eine südöstliche Richtung an einem kleinen Waldstück vorbei, ehe er auf einen etwas mäandernden Ostkurs schwenkt, auf dem er bis zu seiner Mündung bleibt. Etwa 20 Meter vor seiner Mündung unterquert er die Landesstraße L 341, der Kainacherstraße. Der Kernschneiderbach mündet nach fast 1,2 Kilometer langem Lauf mit einem mittleren Sohlgefälle von rund 13 ‰ etwa 159 Höhenmeter unterhalb seines Ursprungs direkt an der Grenze zur Katastralgemeinde Kainach in den Oswaldgrabenbach, der danach nach rechts abbiegt.
Auf seinem Lauf nimmt der Kernschneiderbach keine anderen Wasserläufe auf.